# Herta Müller
Herta Müller, nemška pisateljica, pesnica in esejistka, dobitnica Nobelove nagrade za književnost, * 17. avgust 1953, Niţchidorf, Romunija.
Pogosto piše o življenju v romunski diktaturi.

## Življenje in delo
Družina Herte Müller je pripadala nemški manjšini v Romuniji. Rojena je bila kot banatska Nemka v Banatu. Njen ded je bil premožen kmet in trgovec. Pod komunističnim režimom v Romuniji so ga razlastili. Njeno mater so deportirali na dolgoletno prisilno delo v Sovjetsko zvezo. Njen oče, nekdanji vojak oboroženih enot SS, se je preživljal kot voznik tovornjaka. Po maturi je študirala germanistiko in romunistiko na univerzi v Temišvaru. Od leta 1976 je Herta Müller delala kot prevajalka v strojni tovarni, vendar so jo leta 1979 odpustili, ker je zavrnila sodelovanje z romunsko Securitate. Preživljala se je z začasnim poučevanjem v šolah, med drugim na nemškem liceju Nikolausa Lenaua v Temišvaru, pa tudi v vrtcih in z zasebnim poučevanjem nemščine. V Temišvaru je bila edina ženska med mladimi pisatelj v krogu pesnika in časopisnega urednika Nikolausa Bergwangerja. Kot vse objave je njena prva knjiga Nižave (Niederungen), katere rokopis je založba pred objavo v Romuniji zadrževala več kot štiri leta, lahko izšla leta 1982 le v močno cenzurirani različici. Nekateri banatski Nemci so to knjigo razumeli kot »zamazanje gnezda«. 
Leta 1987 se je Herta Müller s takratnim možem, pisateljem Richardom Wagnerjem, odselila v Zvezno republiko Nemčijo. V naslednjih letih je pogodbeno poučevala kot gostujoča pisateljica (writer in residence) na univerzah doma in v tujini. Leta 1998 je bila imenovana na mesto gostujočega profesorja na Univerzi v Kasslu, leta 2005 pa je bila gostujoča profesorica na Svobodni univerzi v Berlinu, kjer danes živi. 
Do izstopa leta 1997 je bila članica nemškega PEN-kluba; od leta 1995 je članica Nemške akademije za jezik in književnost. 
Leta 2008 sta bila zgodovinar Sorin Antohi in germanist Andrei Corbea-Hoişie povabljena na kongres Berlinskega romunskega kulturnega instituta 25. julija 2008, kar je Herta Müller v odprtem pismu kritizirala, ker sta bila informanta Securitate v komunistični Romuniji. V članku z naslovom  Securitate še službuje z dne 23. julija 2009 v tedniku Die Zeit Herta Müller opisuje, kakšnim ukrepom romunske tajne obveščevalne službe je bila in še danes je izpostavljena, da bi jo očrnili in osamili. Po mnenju Müllerjeve Securitatini spisi o gibanju Banat razkrivajo, da naj bi njej in s tem njeni kritiki Ceaucescujeve diktature hoteli odvzeti veljavo. Müllerjeva domneva, da so s Securitate na nemške radiotelevizije poslali pisma, v katerih jo dolžijo, da je agentka. Nadalje so obdolžili vodilne v banatski organizaciji, za katere Herta Müller domneva, da so bili neformalni sodelavci Securitate in so pisali po naročilu romunske komunistične partije. O ravnanju z njenim spisom pri Securitate je Herta Müller zapisala: »Tega ni mogoče imenovati prirejanje, spis je vzet iz konteksta.« Leta 2005 so poročali, da so Securitatin odprti spis o Müllerjevi po napotkih romunskega nacionalnega sveta za prečevanje Securitatinih arhivov uničili. 
Leta 2009 je bil njen roman Gugalnica na dih (Atemschaukel), ki ga je omogočila štipendija sklada Roberta Boscha za ljudi, ki so menjali domovino, predlagan za nemško knjižno nagrado. Prebil se je med najboljših šest romanov. Avtorica v njem opisuje deportacijo mladega moškega v sovjetsko-ukrajinsko delovno taborišče, ki je zgled za usodo nemškega prebivalstva iz Transilvanije po drugi svetovni vojni. Kot vzorec so ji pri tem služile izkušnje Oskarja Pastiorja, leta 2006 umrlega pesnika in prejemnika nagrade Georga Büchnerja, čigar ustne spomine je Herta Müller zapisala v več zvezkih.
1. novembra 2009 je Herta Müller prejela nagrado Franza Werfla za človekove pravice, ki jo podeljuje fundacija Središče proti izgonom (Zentrum gegen Vertreibungen). V svojem zahvalnem govoru je terjala, naj se temeljito obdela zgodovino preganjanja Judov v Romuniji in na Madžarskem. Tudi nemške manjšine v obeh državah naj bi se do sedaj le nezadostno spoprijele s svojo vpletenostjo v nacionalsocializem. Po navedbah žirije je odločitev o podelitvi nagrade padla že 1. oktobra 2009, torej preden so obelodanili, da bo Herta Müller prejela Nobelovo nagrado za literaturo. 
Da bo Herta Müller postala prejemnica Nobelove nagrade, so naznanili 8. oktobra 2009. V priznanju je zapisano, da »z zgoščanjem poezije in stvarnosti proze riše pokrajine brezdomnosti«. Dodelitev nagrade utemeljujejo s silovitostjo njene literature. Naslovi njenih knjig pogosto vsebujejo jezikovne figure, ki v visoki nemščini niso običajne, npr. »Hudič sedi v ogledalu.« Njen aktualni roman Gugalnica na dih (Atemschaukel) je izšel leta 2009.
Izbrana dela Herte Müller so objavljena v 24 jezikih.

## Objave
Literarna dela
- Nižave (Niederungen, 1982)
- Soparni tango (Drückender Tango, 1984)
- Človek je velik fazan na svetu (Der Mensch ist ein großer Fasan auf der Welt, 1986)
- Zgodbe (Geschichten, 1987)
- Kdor se le dotika zraku … (Wer nur Luft berührt …, 1988)
- Bosonogi februar (Barfüßiger Februar, 1987)
- Popotnik na eni nogi (Reisende auf einem Bein, 1989)
- Lisjak je bil takrat že lovec (Der Fuchs war damals schon der Jäger, 1992)
- Topel krompir je topla postelja (Eine warme Kartoffel ist ein warmes Bett, 1992)
- Čuvaj vzame svoj glavnik (Der Wächter nimmt seinen Kamm, 1993)
- Prispelo je kot nič (Angekommen wie nicht da, 1994)
- Živalsko srce (Herztier, 1994, sl. 2002)
- Lakota in svila (Hunger und Seide, 1995)
- V pasti (In der Falle, 1996)
- Danes se raje ne bi srečala (Heute wär ich mir lieber nicht begegnet, 1997)
- Uš na kolenu (Die Klette am Knie, 1997)
- Tuj pogled ali Življenje je prdec v svetilki (Der fremde Blick oder Das Leben ist ein Furz in der Laterne, 1999)
- V figi stanuje dama (Im Haarknoten wohnt eine Dame, 2000)
- Domovina je to, o čemer se govori (Heimat ist das, was gesprochen wird, 2001)
- Pet kolažev (Fünf Collagen)
- Kralj se prikloni in ubije (Der König verneigt sich und tötet, 2003)
- Bledi gospodnje s skodelicami turške kave (Die blassen Herren mit den Mokkatassen, 2005)
- Este sau nu este Ion (2005)
- Pogled majhnih železniških postaj (Der Blick der kleinen Bahnstationen, 2009)
- Zaziban dih (Atemschaukel, 2009)

Slušna knjiga
- Noč ni narejena iz črnila. Herta Müller pripoveduje o svojem otroštvu v Banatu (Die Nacht ist aus Tinte gemacht. Herta Müller erzählt ihre Kindheit im Banat, 2009)

Predavanji
- Kot si zaznavanje izmisli (Wie Wahrnehmung sich erfindet, 1990)
- »Hudič sedi v ogledalu«. Kot si zaznavanje izmisli. (»Der Teufel sitzt im Spiegel«. Wie Wahrnehmung sich erfindet, 1991)

Eseji
- Ko molčimo, nam je neprijetno — ko govorimo, smo trapasti. Lahko literatura priča? (Wenn wir schweigen, werden wir unangenehm – wenn wir reden, werden wir lächerlich. Kann Literatur Zeugnis ablegen?, 2002)

Urednikovanje
- Theodor Kramer: Resnica je, da mi niso nič storili (Die Wahrheit ist, man hat mir nichts getan, 1999)
- Ročna torbica (Die Handtasche, 2001)
- Če bi bila mačka konj, bi lahko jahali po drevesih (Wenn die Katze ein Pferd wäre, könnte man durch die Bäume reiten, 2001)

Filmografija
- 1993: Vulpe – vânător (Lisjak je bil takrat že lovec (Der Fuchs war damals schon der Jäger))

## Nagrade
Poleg Nobelove nagrade je Herta Müller prejela še več kot 30 literarnih nagrad doma in v tujini.